# Takao Doi

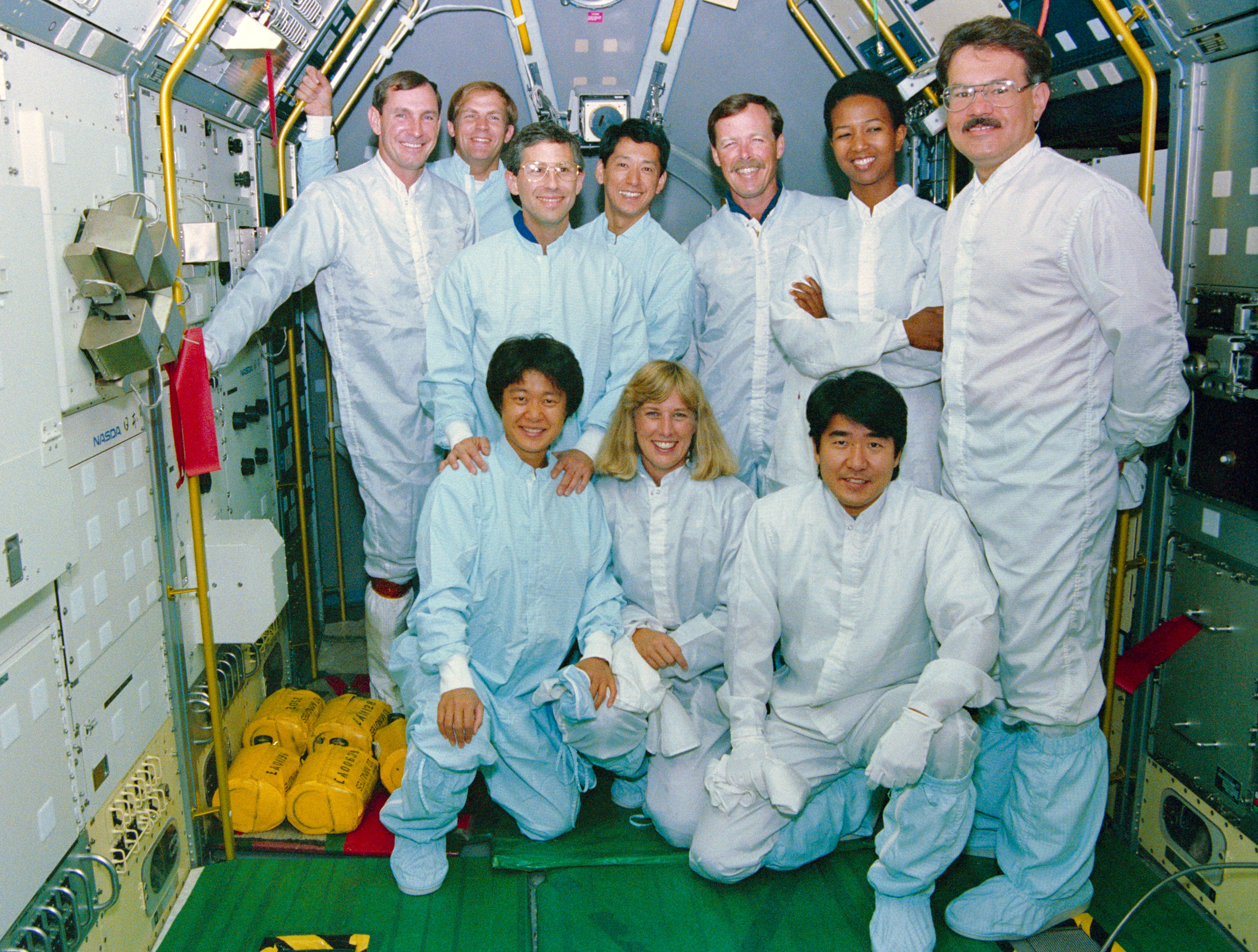
Takao Doi (na dole po prawej) z załogą misji STS-47

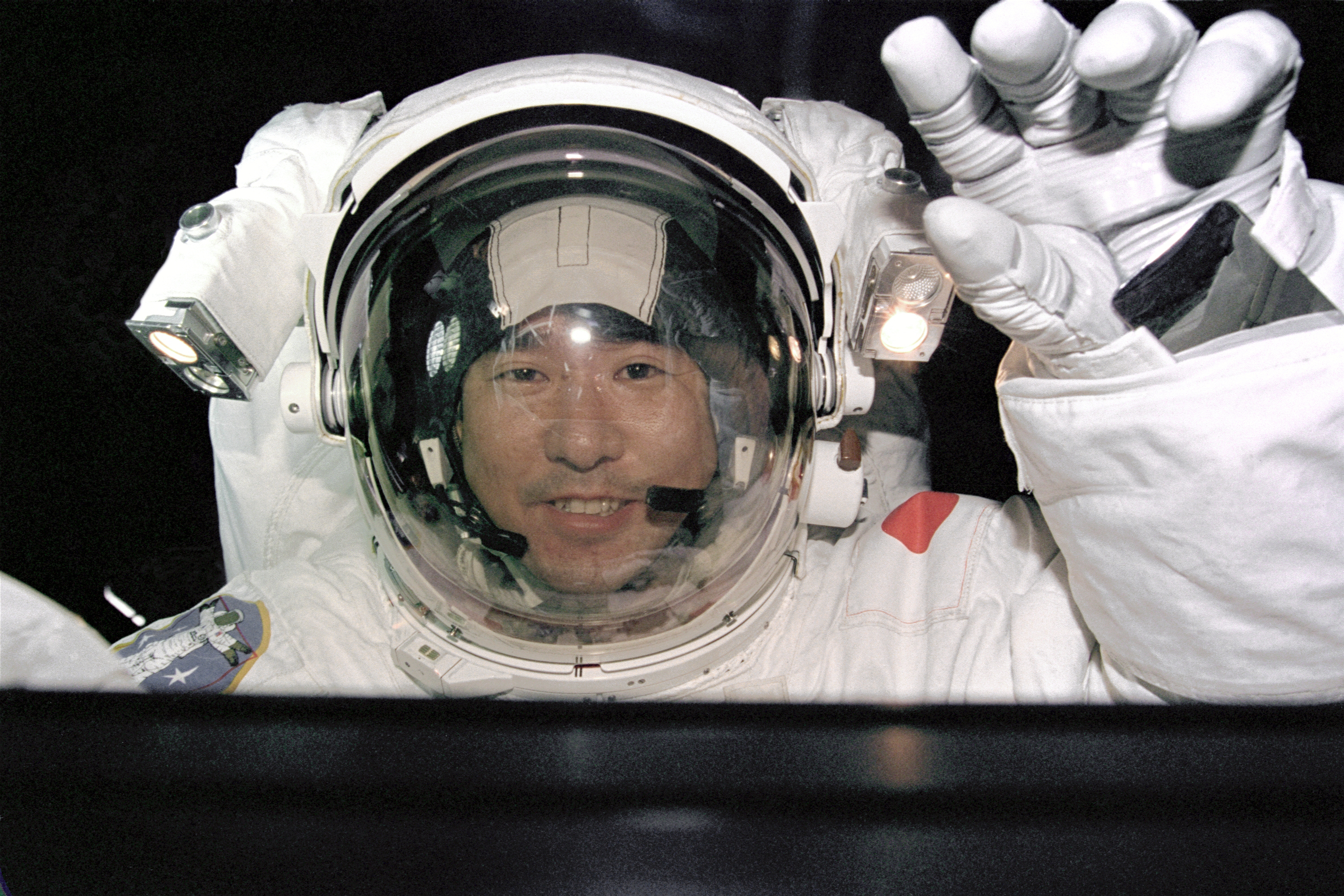
Takao Doi zagląda do wnętrza Columbii w czasie spaceru kosmicznego podczas misji STS 87

Takao Doi (jap.: 土井隆雄; Doi Takao, ur. 18 września 1954 w Minamitama w Tokio) – japoński astronauta i weteran lotów wahadłowców NASA.

## Życiorys
W 1980 ukończył studia inżynieryjne na Uniwersytecie Tokijskim. W 1983 na tej samej uczelni uzyskał doktorat z inżynierii kosmicznej. W swojej pracy naukowej zajmował się systemami napędowymi i technologią mikrograwitacyjną. W 2004 uzyskał też doktorat z astronomii na Uniwersytecie Rice’a.
W 1985 Doi rozpoczął pracę w National Space Development Agency w Japonii, w programie lotów załogowych. W latach 1987–1988 prowadził badania nad dynamiką cieczy w warunkach mikrograwitacji na Uniwersytecie Kolorado w Boulder oraz w 1989 w National Aerospace Laboratory w Japonii. W 1992 był rezerwowym w misji Spacelab Japan (STS-47). W 1994 pracował jako specjalista dla misji Microgravity Laboratory 2 (STS-65). W 1997 odbył lot kosmiczny w ramach STS-87, czwartej z kolei misji skupionej na problematyce mikrograwitacji. Doi, jako pierwszy Japończyk w historii, odbył w czasie lotu dwa spacery kosmiczne, o łącznym czasie trwania 12 godzin 43 minut. Po raz drugi poleciał w kosmos z misją STS-123 11 marca 2008.
W latach 2009–2016 pracował w Biurze ONZ do spraw Przestrzeni Kosmicznej. W kwietniu 2016 zaczął pracę jako profesor na Uniwersytecie Kiotyjskim.
Amatorsko zajmuje się astronomią, odkrył dwie gwiazdy supernowe: SN 2002gw  i SN 2007aa.
Stowarzyszenie Uczestników Lotów Kosmicznych (Association of Space Explorers) przyznało mu Universal Astronaut Insignia za lot orbitalny (nr 367).

## Wykaz lotów
| Loty kosmiczne, w których uczestniczył Takao Doi                          | Loty kosmiczne, w których uczestniczył Takao Doi | Loty kosmiczne, w których uczestniczył Takao Doi | Loty kosmiczne, w których uczestniczył Takao Doi | Loty kosmiczne, w których uczestniczył Takao Doi | Loty kosmiczne, w których uczestniczył Takao Doi | Loty kosmiczne, w których uczestniczył Takao Doi |
| №                                                                         | Data startu                                      | Statek kosmiczny                                 | Data lądowania                                   | Statek kosmiczny                                 | Funkcja                                          | Czas trwania                                     |
| ------------------------------------------------------------------------- | ------------------------------------------------ | ------------------------------------------------ | ------------------------------------------------ | ------------------------------------------------ | ------------------------------------------------ | ------------------------------------------------ |
| 1                                                                         | 19 listopada 1997                                | STS-87 Columbia F-24                             | 5 grudnia 1997                                   | STS-87 Columbia F-24                             | Specjalista misji (MS-3)                         | 15 dni 16 godzin 34 minuty i 4 sekundy           |
| 2                                                                         | 11 marca 2008                                    | STS-123 Endeavour F-21                           | 27 marca 2008                                    | STS-123 Endeavour F-21                           | Specjalista misji (MS-4)                         | 15 dni 18 godzin 10 minut i 52 sekundy           |
| Łączny czas spędzony w kosmosie – 31 dni 10 godzin 44 minuty i 56 sekund. |                                                  |                                                  |                                                  |                                                  |                                                  |                                                  |